# Biserica unitariană din Târnăveni
Biserica unitariană din Târnăveni este un monument istoric aflat pe teritoriul municipiului Târnăveni. În Repertoriul Arheologic Național, monumentul apare cu codul 114934.03.

## Localitatea
Târnăveni, mai demult Târnava-Sân-Martin, până în 3 mai 1941 Diciosânmartin, (în maghiară Dicsőszentmárton, Szentmárton, Dicső, în germană Sankt Martin, Sankt-Martin, Martinskirch, Marteskirch, Märteskirch, în dialectul săsesc Mierteskirch) este un municipiu în județul Mureș, Transilvania, România. Se află situat pe râul Târnava Mică. Prima menționare documentară este din anul 1278, cu numele de  Tysheu Sent Martun.

## Biserica
Datează din secolul al XIII-lea, reconstruită în secolul al XVI-lea. Este un edificiu cu nava dreptunghiulară, cu contraforți și un portic cu fațada înaltă, în formă de timpan. În 1599 a fost construit turnul, decorat cu cornișe, brâu și ancadramente la golurile de la ferestre. În interior are un tavan casetat din lemn.

## Imagini din exterior

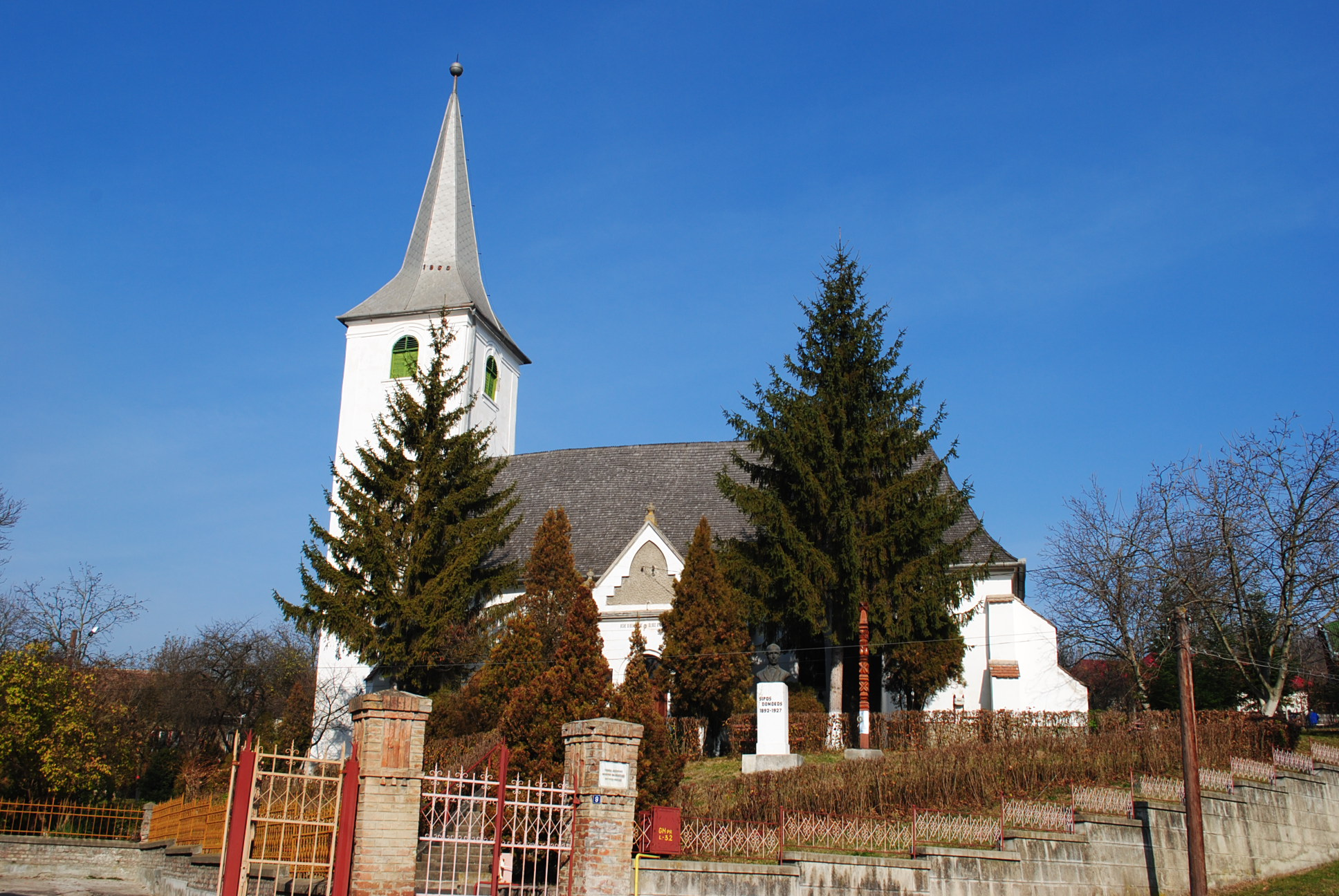
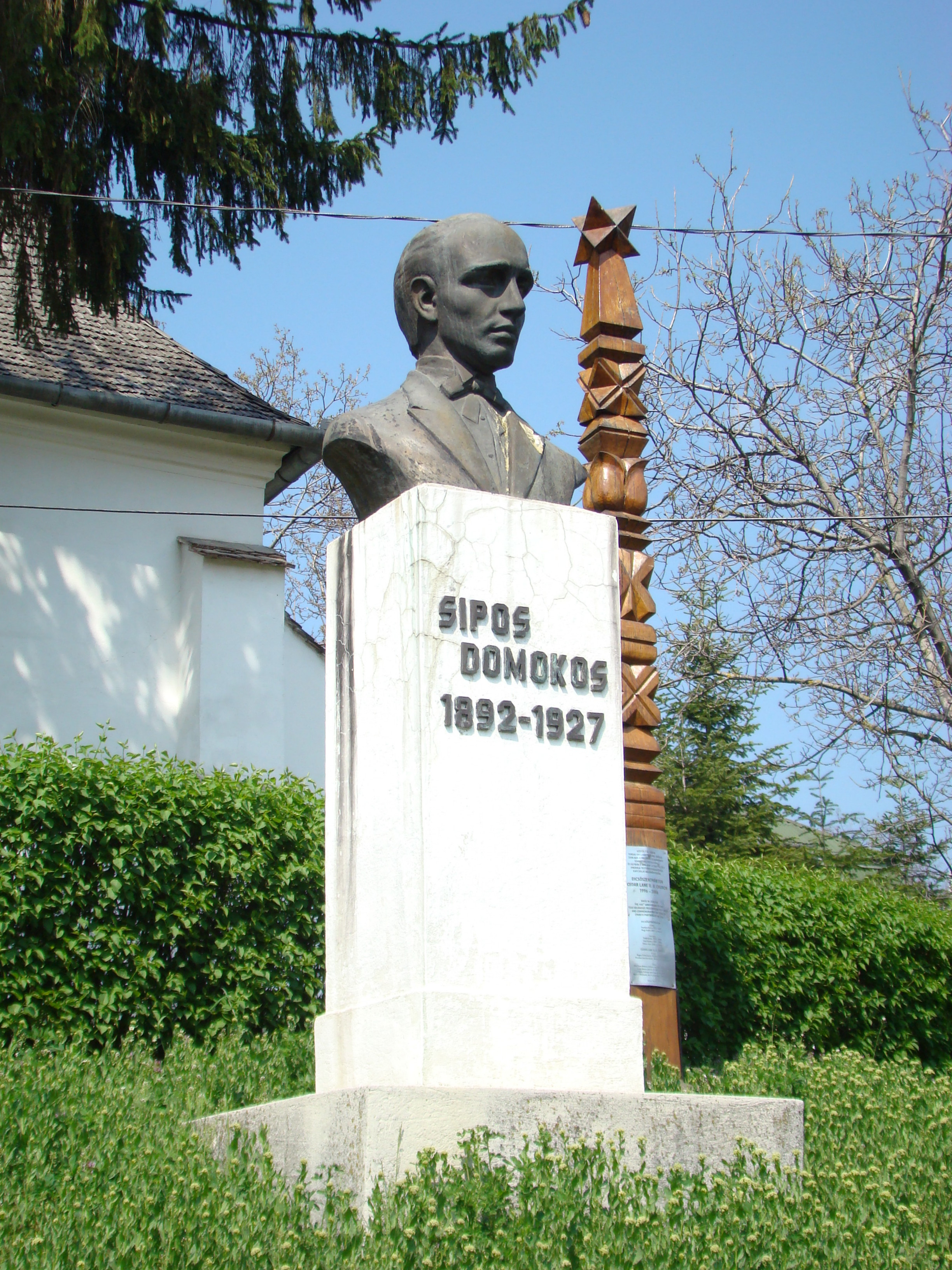
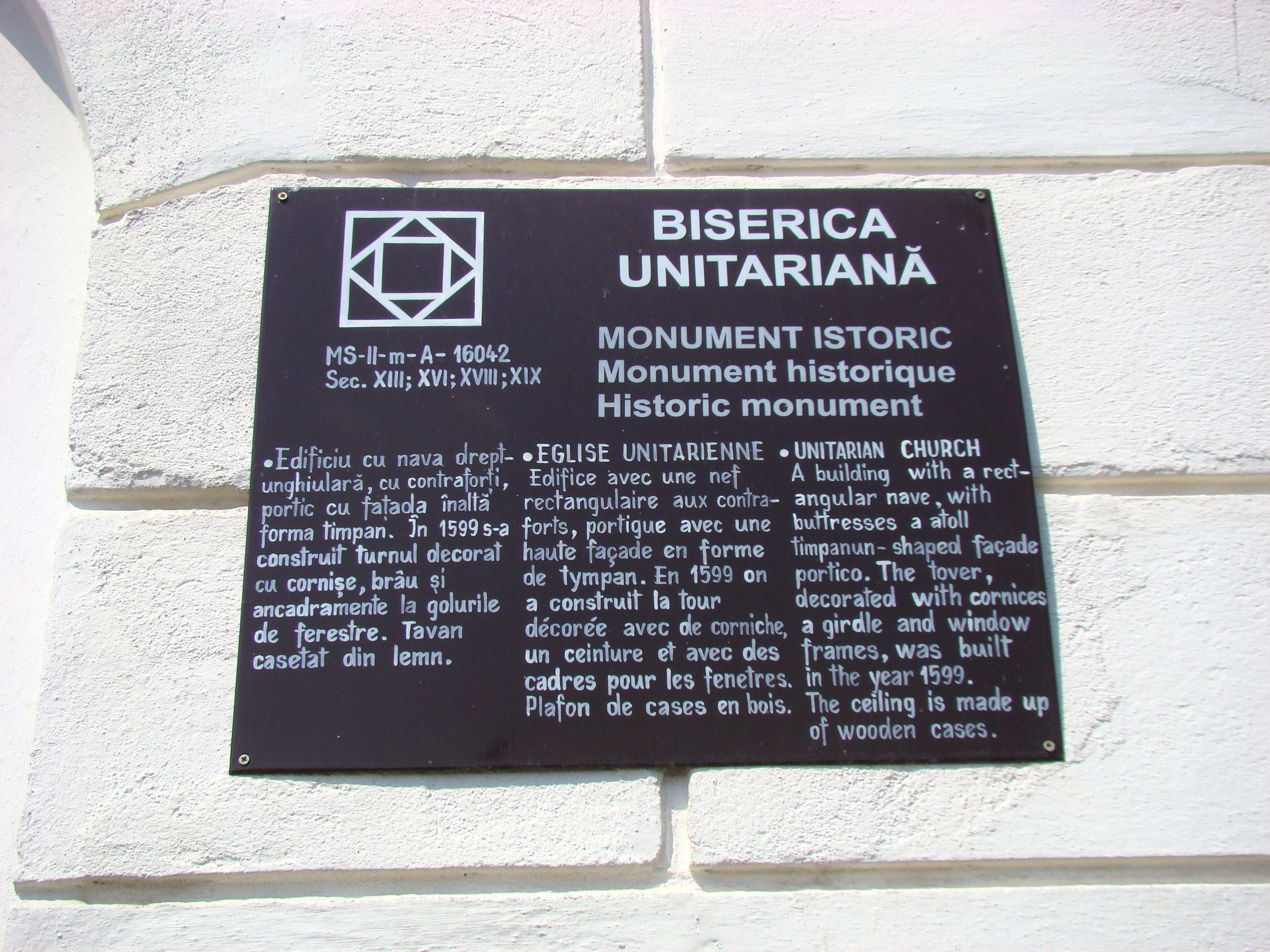
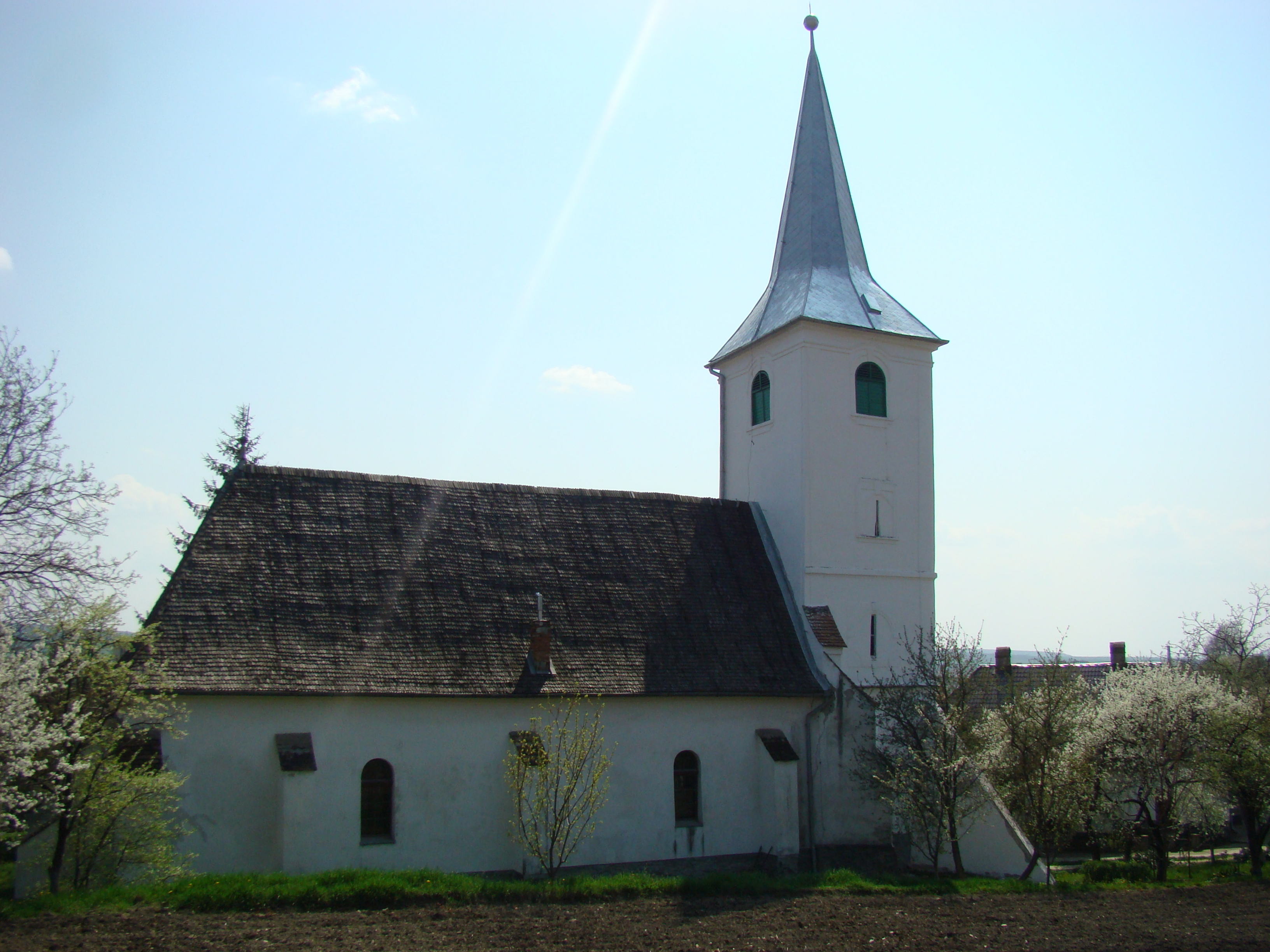
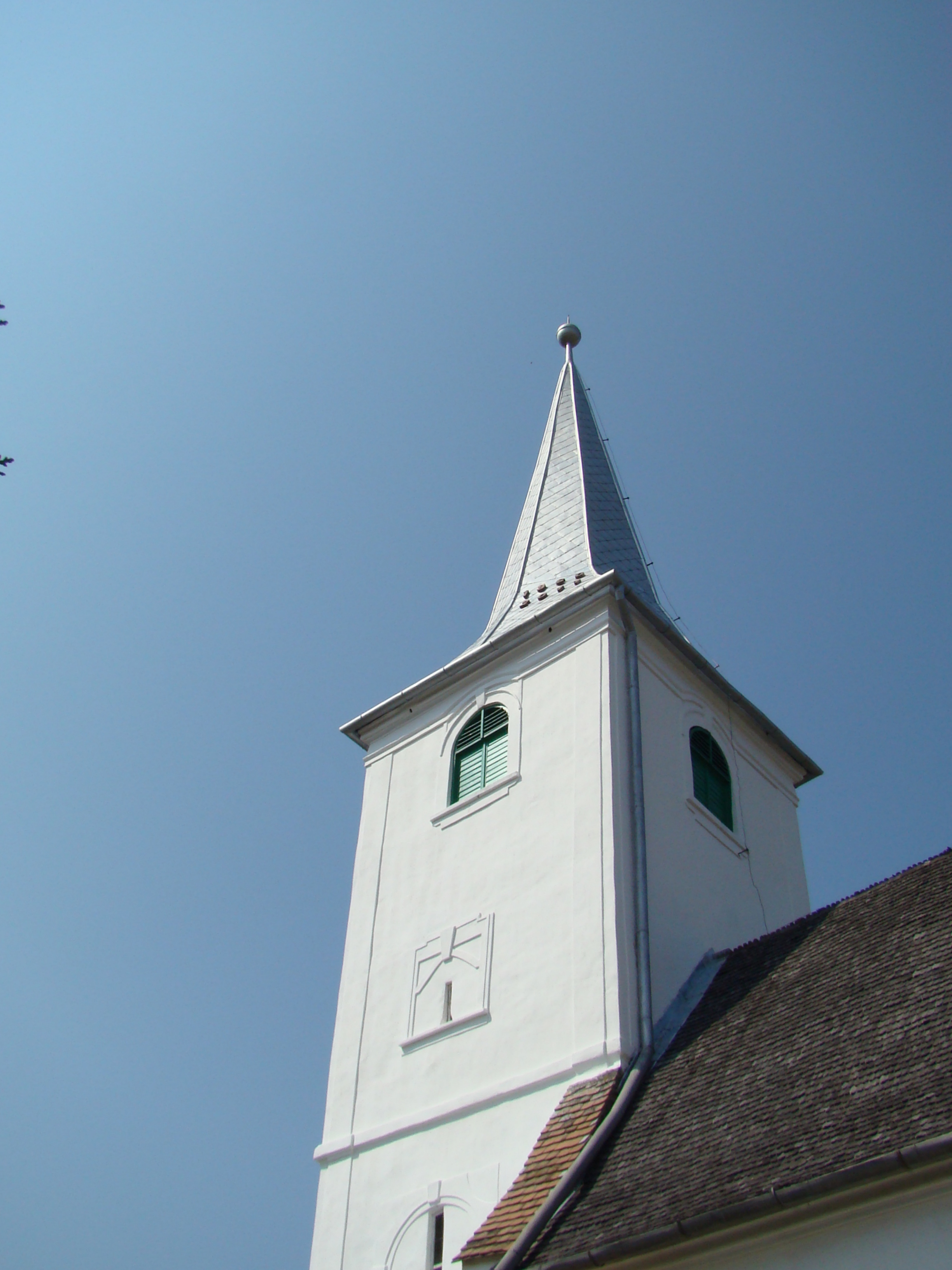
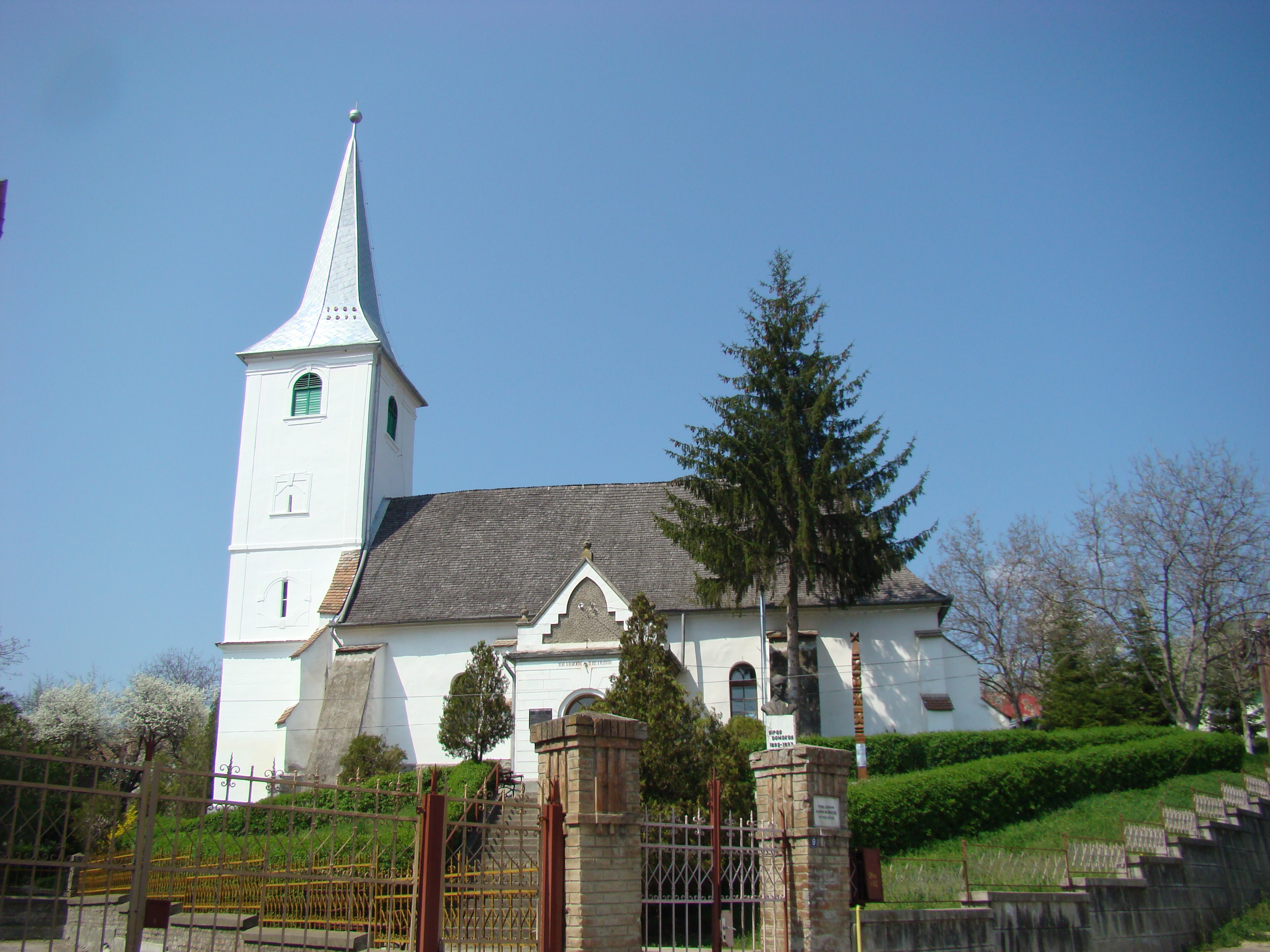

## Vezi și
- Târnăveni